# Stadsstadion Nachitsjevan
Het Stadsstadion Nachitsjevan is een voetbalstadion in de Azerbeidzjaanse stad Nachitsjevan. In het stadion speelt Araz-Naxçıvan PFK haar thuiswedstrijden.